# Мірче (гміна)
Гміна Мірче (пол. Gmina Mircze) — сільська гміна у східній Польщі. Належить до Грубешівського повіту Люблінського воєводства.
Станом на 31 грудня 2011 у гміні проживало 7660 осіб.

## Площа
Згідно з даними за 2007 рік площа гміни становила 233.82 км², у тому числі:
- орні землі: 81.00 %
- ліси: 13.00 %

Таким чином, площа гміни становить 18.42 % площі повіту.

## Населення
Станом на 31 грудня 2011:
| Опис     | Загалом | Загалом | Чоловіки | Чоловіки | Жінки | Жінки |
| -------- | ------- | ------- | -------- | -------- | ----- | ----- |
| одиниця  | осіб    | %       | осіб     | %        | осіб  | %     |
| все      | 7660    | 100     | 3839     | 50.12    | 3821  | 49.88 |
| міське   | 0       | 100     | 0        |          | 0     |       |
| сільське | 7660    | 100     | 3839     | 50.12    | 3821  | 49.88 |

## Історія
Волость (гміна Мірче) утворена в 1867 р. у складі Грубешівського повіту Люблінської губернії Російської імперії. Територія становила 12 673 морги (приблизно 71 км²), було 3 350 мешканців.
У 1885 р. до складу волості входили:
1. Мірче
2. Модринь
3. Модринець
4. Вишнів
5. Радостів

За переписом 1905 р. у волості було 7028 десятин землі, 765 будинків і 6573 мешканці.
У 1912 р. волость разом з повітом перейшла до Холмської губернії.
У 1915 р. перед наступом німецьких військ російською армією спалені українські села і більшість українців були вивезені углиб Російської імперії, звідки повертались уже після закінчення війни. Натомість поляків не вивозили. В 1919 р. після окупації Польщею Холмщини гміна у складі повіту включена до Люблінського воєводства Польської республіки. У 1921 р. польський перепис нарахував 5388 жителів, з них 2569 православних, 72 греко-католики, 2550 римо-католиків (латинників і поляків), 1 атеїст і 196 юдеїв.
1 жовтня 1931 р. колонія Борсук передана з гміни Телятин Томашівського повіту до гміни Мірче Грубешівського повіту.
У 1936 р. гміна ліквідована, а територія приєднана до гміни Ментке.

## Сусідні гміни
Гміна Мірче межує з такими гмінами: Долгобичів, Грубешів, Лащув, Телятин, Тишовце, Вербковичі.

## Населені пункти
Гміна складається з 32 сіл, 28 з них становить повноцінну адміністративну одиницю — солтиство:
- Америка — (Ameryka);
- Андріївка — (Andrzejówka);
- Борсук — (Borsuk);
- Домброва — (Dąbrowa);
- Гурка-Заблоце — (Górka-Zabłocie);
- Крилів — (Kryłów);
- Крилів-Колонія — (Kryłów-Kolonia);
- Ласків — (Łasków);
- Малків — (Małków);
- Малкув-Колонія — (Małków-Kolonia);
- Марисін — (Marysin);
- М'ягке — (Miętkie);
- М'ягке-Колонія — (Miętkie-Kolonia);
- Мірче — (Mircze);
- Модринець — (Modrynie);
- Модринь — (Modryń);
- Модринь-Колонія — (Modryń-Kolonia);
- Моложів — (Mołożów);
- Моложув-Колонія — (Mołożów-Kolonia);
- Пригоріле — (Prehoryłe);
- Радостів — (Radostów);
- Руликувка — (Rulikówka);
- Смолигів — (Smoligów);
- Старе Село — (Stara Wieś);
- Шиховичі — (Szychowice);
- Тучапи — (Tuczapy);
- Верешин — (Wereszyn);
- Вишнів — (Wiszniów);

Поселення без статусу солтиства:
- Липовець — (Lipowiec);
- Романів — (Romanów);
- Шиховиці Нові — (Szychowice Nowe);
- Малкув Новий — (Małków Nowy);